# Estadio Coca-Cola West Hiroshima
El Coca-Cola West Hiroshima Stadium (Coca-Cola West 広島スタジアム?) , anteriormente llamado Estadio Hiroshima, es un estadio multiuso ubicado en la ciudad de Hiroshima en Japón.

## Historia
El estadio fue construido en 1941 aunque en sus primeros años la sede fue utilizada principalmente para el atletismo.
En 1992 tuvo su primera remodelación luego de ser elegido como una de las sedes de la Copa Asiática 1992 que organizó Japón. En él se jugaron cuatro partidos del torneo, incluyendo las dos semifinales.
Luego del torneo fue la sede del Sanfrecce Hiroshima hasta el 2002 cuando se mudaron a su sede actual, el Hiroshima Big Arch.

## Copa Asiática 1992

### Fase de grupos
| 31 de octubre de 1992 | Arabia Saudita  | 1–1     | Catar       | Estadio Hiroshima, Hiroshima                           |                                                        |
|                       | Al-Muwallid 86' | Reporte | Mustafa 74' | Asistencia: 4,000 espectadores Árbitro(s): Neji Jouini | Asistencia: 4,000 espectadores Árbitro(s): Neji Jouini |

| 31 de octubre de 1992 | China | 0–0     | Tailandia | Estadio Hiroshima, Hiroshima                            |                                                         |
|                       |       | Reporte |           | Asistencia: 5,000 espectadores Árbitro(s): Noh Byung-Il | Asistencia: 5,000 espectadores Árbitro(s): Noh Byung-Il |

### Semifinales
| 6 de noviembre de 1992 | Japón                                    | 3–2     | China                      | Estadio Hiroshima, Hiroshima                                  |                                                               |
|                        | Fukuda 48' · Kitazawa 57' · Nakayama 84' | Reporte | Xie Yuxin 1' · Li Xiao 70' | Asistencia: 15,000 espectadores Árbitro(s): Hossein Khoshkhan | Asistencia: 15,000 espectadores Árbitro(s): Hossein Khoshkhan |

| 6 de noviembre de 1992 | Arabia Saudita                | 2–0     | UAE | Estadio Hiroshima, Hiroshima                                  |                                                               |
|                        | Al-Owairan 77' · Al-Bishi 80' | Reporte |     | Asistencia: 12,000 espectadores Árbitro(s): Rasheed Al-Jassas | Asistencia: 12,000 espectadores Árbitro(s): Rasheed Al-Jassas |